# Pierre-Henri Larcher
Pierre-Henri Larcher foi um historiador francês, reconhecido por suas traduções de Alexander Pope, Eurípides, Heródoto e Xenofonte, além do ensaio Essai sur le Sénat romain.
Ele nasceu na rue Saint-Pierre, em Dijon, em 12 de outubro de 1726, filho de Henri Larcher e Pétronille Gauthier. Ele foi membro da Académie des Inscriptions et Belles-Lettres, do Institut Impérial e da Académie des Sciences.
Sua família era uma das três mais antigas da cidade, e seu destino seria a magistratura, mas ele tinha outra vocação. Após se formar no colégio jesuíta de Pont-à-Mousson, ele se mudou para Paris. Após uma viagem para Londres, para se aperfeiçoar na língua inglesa, ele se interessou pelo grego. Após se indignar com os ensaios de Voltaire, e incentivado pelo abade Mercier de Saint-Léger e outros clérigos, Larcher apresentou uma refutação à Philosophie de l'histoire. Voltaire não parou de perseguir e insultar de forma insolentemente grosseira a Larcher, que parou de respondê-lo. A retratação de Voltaire só foi publicada em 5 de maio de 1795, depois da sua morte.
Morreu em Paris, em 21 de dezembro de 1812.